# Coupe des Pays-Bas de football 2003-2004
Navigation
Édition précédente Édition suivante

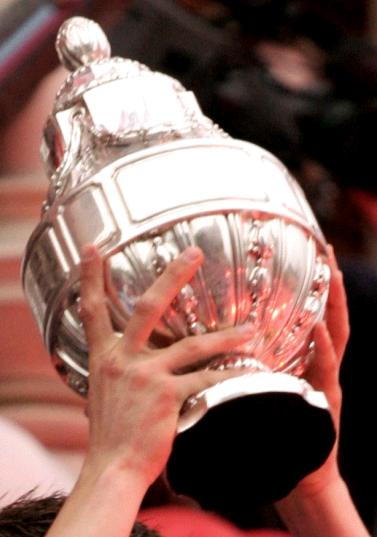
photographie du trophée

La Coupe des Pays-Bas de football 2003-2004, nommée la KNVB beker, est la 86e édition de la Coupe des Pays-Bas. La finale se joue le 23 mai 2004 au stade De Kuip à Rotterdam.
Le club vainqueur de la coupe est qualifié pour le premier tour de la Coupe UEFA 2004-2005.

## Finale
Le FC Utrecht gagne la finale contre le FC Twente et remporte son troisième titre. La rencontre s'achève sur le score de 1 à 0. Utrecht qui termine 10e dans le championnat se qualifie pour la Coupe de l'UEFA.